# سافاس بورسايتيديس
سافاس بورسايتيديس (باليونانية: Σάββας Πουρσαϊτίδης)‏ (23 يونيو 1976 بذراما في اليونان - ) هو لاعب كرة قدم يوناني في مركز الدفاع. شارك مع منتخب قبرص لكرة القدم. أما مع النوادي، فقد لعب مع أنورثوسيس فاماغوستا وسكودا زانثي ونادي أبويل ونادي أولمبياكوس وDoxa Drama F.C. ‏ وVeria F.C. ‏ وأثنيكس أشنة ‏ وDigenis Akritas Morphou FC ‏.

## مسيرته الكروية
لعب سافاس بورسايتيديس خلال مسيرته الاحترافية مع 8 أندية في تسعة عشر موسمًا وسجل خلالها 35 هدفًا ضمن 360 مباراة. حيث فاز في موسمين بالكأس وفي ستة مواسم بالدوري.
خاض سافاس بورسايتيديس مسيرته مع Doxa Drama F.C. ‏ في موسم 1994–95 واستمر معه طيلة ثلاثة مواسم، مشاركًا في 67 مباراة سجل خلالها 6 أهداف. ثم انتقل إلى Veria F.C. ‏ في موسم 1997–98 ولمدة موسمين، حيث شارك في 39 مباراة سجل خلالها 10 أهداف. لينتقل بعدها إلى نادي أولمبياكوس في موسم 1998–99 ولمدة موسمين، مشاركًا في 19 مباراة سجل خلالها هدفين. ثم انتقل إلى نادي سكودا زانثي في موسم 2000–01 ولمدة موسمين، مشاركًا في 22 مباراة سجل خلالها هدفين أيضًا. هذا وانتقل لاحقًا إلى Digenis Akritas Morphou FC ‏ في موسم 2002–03 لمدة موسم واحد، مشاركًا في 11 مباراة سجل خلالها هدفين أيضًا. ثم انتقل بعدها إلى أثنيكس أشنة ‏ في موسم 2003–04 لمدة موسم واحد، مشاركًا في 19 مباراة سجل خلالها 10 أهداف. ليعود وينتقل من جديد، لكن هذه المرة إلى نادي أنورثوسيس فاماغوستا في موسم 2004–05 ليلعب معه أربعة مواسم، مشاركًا في 86 مباراة سجل خلالها هدفين. لينتقل بعدها إلى نادي أبويل في موسم 2008–09 ليلعب معه أربعة مواسم، مشاركًا في 97 مباراة سجل خلالها هدفًا واحدًا.

## وصلات خارجية
- سافاس بورسايتيديس على موقع قاعدة بيانات كرة القدم.إي يو (الإنجليزية)
- سافاس بورسايتيديس على موقع ناشيونال فوتبول تيمز (الإنجليزية)
- سافاس بورسايتيديس على موقع Soccerway.com (الإنجليزية)
- سافاس بورسايتيديس على موقع عالم كرة القدم.نت (الإنجليزية)